# Leszek Lewandowicz

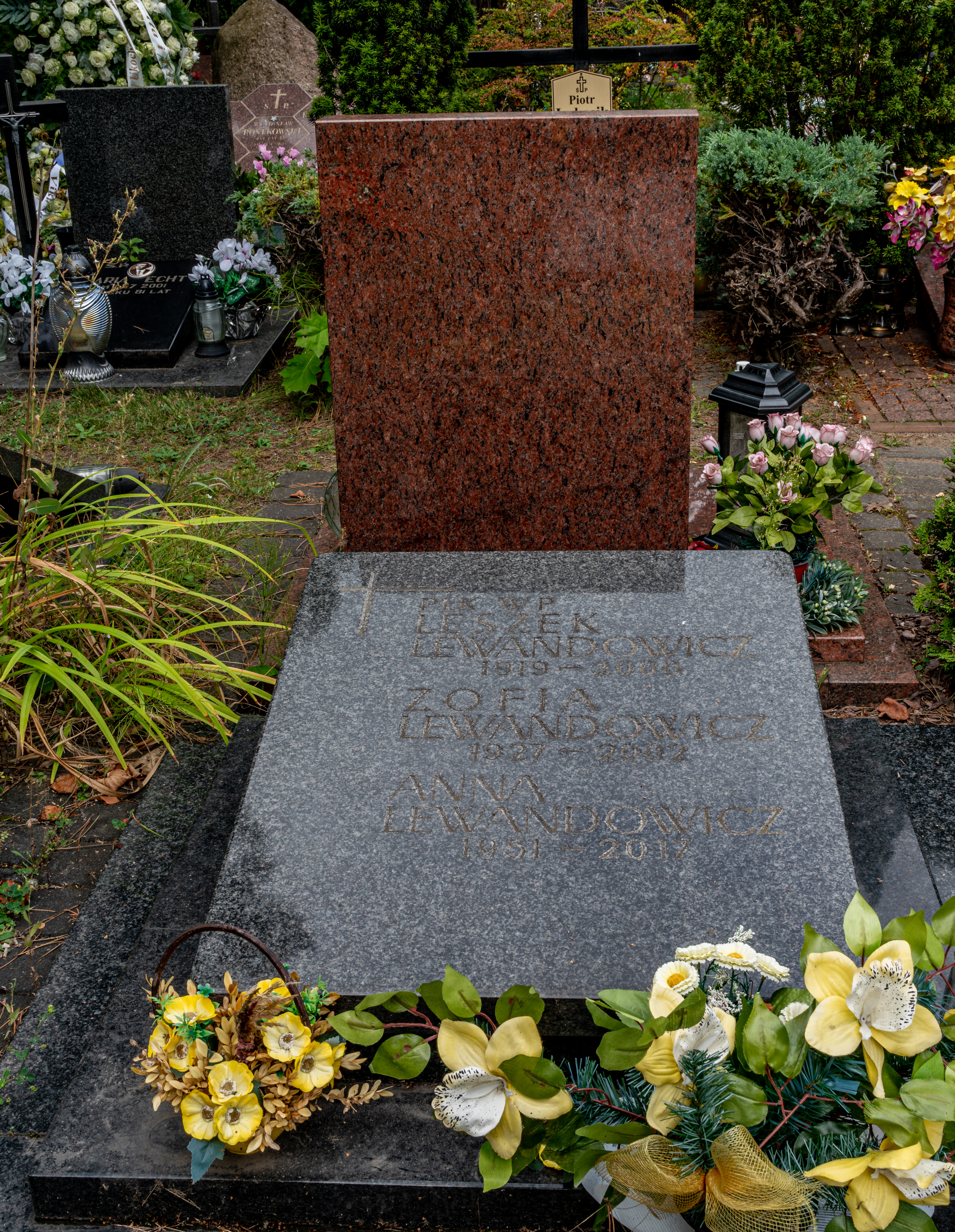
Grób Leszka Lewandowicza na cmentarzu Komunalnym Północnym w Warszawie

Leszek Lewandowicz (ur. 1 grudnia 1919, zm. 31 sierpnia 2000) – polski oficer, archiwista, pułkownik ludowego Wojska Polskiego, wieloletni szef Centralnego Archiwum Wojskowego (1955-1975).

## Życiorys
Przed wojną i w okresie wojny był urzędnikiem. W kwietniu 1945 wstąpił w szeregi ludowego Wojska Polskiego. Również w 1945 ukończył Centralną Szkołę Oficerów Polityczno-Wychowawczych. Od sierpnia 1946 pełnił nieprzerwanie służbę w Centralnym Archiwum Wojskowym, początkowo w Oliwie (1946-1947), następnie jako kierownik archiwum Głównego Zarządu Informacji WP w Wesołej (1947-1952), a później w Rembertowie. W marcu 1955 został szefem Centralnego Archiwum Wojskowego. Był laureatem nagrody Ministra Obrony Narodowej II stopnia (nagroda zespołowa za rok 1974 za Księgę poległych na polu chwały). Ponadto był autorem artykułów z dziedziny archiwistyki wojskowej zamieszczanych na łamach periodyków, m.in. Wojskowego Przeglądu Historycznego. 
30 sierpnia 1975 zakończył zawodową służbę wojskową i przeszedł w stan spoczynku, pożegnany wobec całego stanu osobowego CAW przez zastępcę szefa Sztabu Generalnego WP gen. bryg. Tadeusza Bełczewskiego.
Został pochowany na cmentarzu komunalnym Północnym na Wólce Węglowej w Warszawie. 

## Odznaczenia
- Krzyż Kawalerski Orderu Odrodzenia Polski
- Złoty Medal „Siły Zbrojne w Służbie Ojczyzny”
- Srebrny Medal „Siły Zbrojne w Służbie Ojczyzny”
- Brązowy Medal „Siły Zbrojne w Służbie Ojczyzny”
- Złoty Medal „Za Zasługi dla Obronności Kraju” (1975)
- Srebrny Medal „Za Zasługi dla Obronności Kraju”
- Brązowy Medal „Za Zasługi dla Obronności Kraju”

## Źródła
- Wanda Krystyna Roman, Centralne Archiwum Wojskowe 1918-1998 - tradycje, historia, współczesność służby archiwalnej Wojska Polskiego, Wydawnictwo Adam Marszałek, Toruń 2009, str. 82
- Wojskowy Przegląd Historyczny, nr 4 (74), październik-grudzień 1975, str. 431
- Historia Centralnego Archiwum Wojskowego. caw.wp.mil.pl. [zarchiwizowane z tego adresu (2016-12-20)].